# Guvernoratul Sinaiul de Nord
Guvernoratul Sinaiul de Nord (în arabă شمال سيناء) este o unitate administrativă de gradul I, situată în partea de est a Egiptului, în Peninsula Sinai. Reședința sa este orașul Al Arish.